# Brewers de Milwaukee (1902-1952)
Pour le club de baseball actuel, voir Brewers de Milwaukee.
Les Brewers de Milwaukee sont une ancienne équipe de baseball des ligues mineures établie de 1902 à 1952 dans la ville de Milwaukee, dans le Wisconsin aux États-Unis. Les Brewers évoluaient au Borchert Field.
Le club faisait partie de la défunte Association américaine et était classée équipe mineure de niveau A de 1902 à 1907, de Double-A de 1908 à 1945, puis de Triple-A de 1946 à 1952. Elle est affiliée à divers clubs de la Ligue majeure de baseball au cours de ces 51 années : les Browns de Saint-Louis (1932-1935), les Tigers de Détroit (1936), les Indians de Cleveland (1937-1938), les Cubs de Chicago (1939-1942), les White Sox de Chicago (1946) et les Braves de Boston (1947-1952). Elle est sans affiliation de 1943 à 1945.

## Histoire

### Anciens Brewers
Il existe à Milwaukee une longue tradition, qui se poursuit toujours au XXIe siècle, de clubs de baseball portant le nom de Brewers (« brasseurs », en français), qui réfère au brassage de la bière, industrie d'importance dans cette région. En 1891 existent les Brewers de Milwaukee, club de l'American Association du XIXe siècle, une des premières ligues majeures de baseball qui se distinguait de sa rivale, la Ligue nationale, en permettant notamment aux spectateurs de consommer de l'alcool lors des matchs. Ce club ne joue qu'une saison. 
En 1884 apparaissent les Brewers de Milwaukee de l'Union Association, une ligue professionnelle de baseball qui faisait alors compétition à la Ligue nationale et à l'American Association du XIXe siècle, et qui rétroactivement est considérée comme l'une des premières ligues majeures. Formée tardivement dans la saison 1884, leur seule année d'existence, ces Brewers sont surnommés les Cream Citys (autre référence à la bière) par la presse locale et ne durent que 12 matchs, dont 8 sont remportés. 
De 1894 à 1900, un autre club nommé Brewers de Milwaukee évolue dans l'une des premières ligues mineures, la Western League. En 1901, le club passe dans les majeures en Ligue américaine, mais pour un an seulement puisqu'ils sont transférés dans le Missouri, où ils prennent le nom de Browns de Saint-Louis. Cette franchise existe toujours aujourd'hui, depuis 1954 sous le nom d'Orioles de Baltimore. 

### Les Brewers de l'Association américaine
En 1902, à la suite du départ de cette ancienne incarnation en ligue majeure des Brewers vers Saint-Louis, les Brewers de Milwaukee de l'Association américaine, une ligue mineure, sont constitués. Ils évoluent à Milwaukee pendant 51 années.
En juin 1941, les Brewers sont achetés pour 100 000 dollars US par Bill Veeck, fils du président des Cubs de Chicago William Veeck, Sr. et lui-même futur propriétaire des plusieurs clubs majeurs, notamment les White Sox de Chicago de 1959 à 1980. Veeck se porte acquéreur des Brewers en compagnie d'un joueur des Cubs, Charlie Grimm, nommé gérant de l'équipe. L'époque est marquée par des promotions originales au stade des Brewers, un avant-goût de l'excentricité dont Veeck allait plus tard faire preuve dans les Ligues majeures.
En 1944, lorsque Grimm est appelé dans les majeures et invité à être le gérant des Cubs de Chicago, il propose à Veeck de le remplacer chez les Brewers par Casey Stengel. Veeck s'y oppose, considérant Stengel comme un perdant. Mais comme Veeck séjourne à ce moment hors des États-Unis car il sert dans les Marines, Grimm en profite pour quand même engager Stengel. Ce dernier prend l'équipe championne des Brewers de 1943 et ravive sa carrière d'entraîneur en menant à nouveau Milwaukee au titre en 1944 et 1945.

## Palmarès
Les Brewers de Milwaukee remportent 8 fois le titre ultime de l'Association américaine : en 1913, 1914, 1936, 1943, 1944, 1945, 1951 et 1952. Ils sont à 5 reprises sacrés champions de tous les clubs mineurs de leur catégorie : champions du Double-A en 1913, 1914 et 1936, puis champions du Triple-A en 1947 et 1951.

## La fin des Brewers de ligue mineure
Le déménagement des Braves de Boston de la Ligue majeure de baseball à Milwaukee, où ils deviennent les Braves de Milwaukee dès 1953, scelle la fin des Brewers de l'Association américaine. Le propriétaire Bill Veeck avait sabordé les Brewers après la saison 1951, croyant être en mesure de ramener les Browns de Saint-Louis à Milwaukee en 1952, une intention à laquelle les propriétaires d'équipes de la Ligue américaine s'opposent et finalement interdisent en utilisant leur droit de veto pour bloquer le transfert.
Lorsque les Braves de Milwaukee quittent pour Atlanta (où ils sont toujours aujourd'hui) après la saison 1965, la ville de Milwaukee reste sans équipe professionnelle de baseball jusqu'en 1970, alors que s'établissent les actuels Brewers de Milwaukee de la Ligue majeure de baseball.